# Веспасиано I Гонзага
Веспасиано I Гонзага (итал. Vespasiano I Gonzaga; 6 декабря 1531 — 26 февраля 1591) — итальянский аристократ, дипломат, писатель, военный инженер и кондотьер. Более всего он известен тем, что был патроном искусств и перестроил своё фамильное владение город Саббионету согласно ренессансным принципам, превратив её в «идеальный город».

## Биография

### Детство
Принадлежал к боковой ветви аристократического рода Гонзага. Был сыном рано умершего Луиджи «Родаманте» Гонзага, прославившегося своей храбростью, и Изабеллы Колонна, падчерицы сестры Луиджи — Джулии Гонзага. Мальчик был крещён Веспасиано в честь своего деда Веспасиано Колонна, мужа Джулии Гонзага и отца Изабеллы.

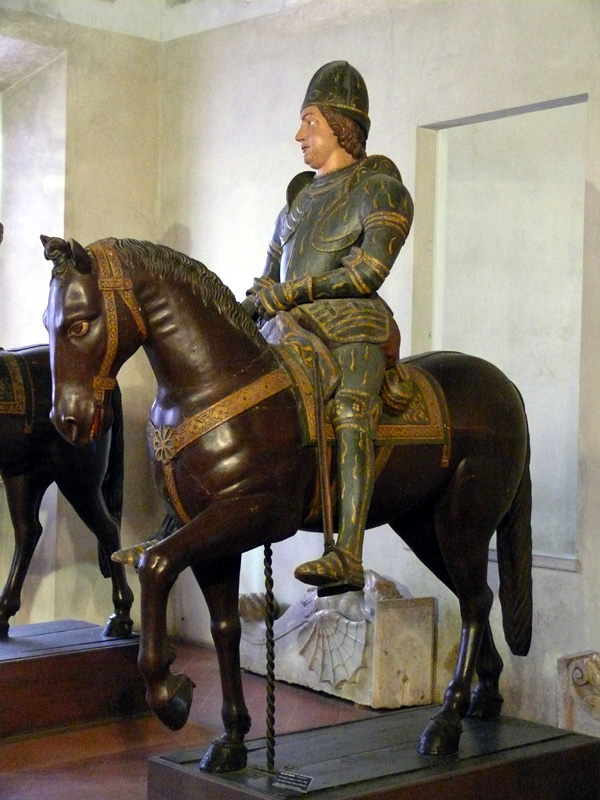
Луиджи «Родаманте» Гонзага, отец Веспасиано

Согласно завещанию его отца, после того, как его мать второй раз вышла замуж, она потеряла опеку над мальчиком, которая перешла к его деду по отцовской линии аббату Лодовико. После её второй свадьбы в 1536 году 5-летний Веспасиано перешёл из-под опеки матери под опеку аббата Лодовико, который вышел из своего религиозного уединения и поселился со своей матерью Антонией во дворце Гаццуоло, чтобы растить мальчика. На следующий год, Изабелла, которая имела глубокие разногласия с отцом Джулии и своим свёкром, Лудовико, и зятем Джанфранческо «Каньино» Гонзага насчёт образования, которое надо было давать мальчику, после краткого пребывания в Ривароло в 1534 году решила вернуться с сыном в собственные земли. Но Лодовико противостоял этому решению и ребёнок остался с ним.
Лодовико умер в 1540 году. В своём завещании он оставил опеку над Веспасиано своей дочери Джулии Гонзага, тётке ребёнка. Тем не менее, мать Веспасиано не хотела отдавать опеку над сыном и начала яростное сражение за него. К папе Павлу III обратились обе женщины — мать и тётка, и он не дал однозначный ответ. Окончательно дело решилось в суде, и магистрат вынес решение в пользу Джулии, так как в её пользу были составлены оба завещания. Джулия Гонзага, одна из знаменитых женщин Ренессанса, взяла опеку над племянником и, будучи сама бездетной, стала ему отличной матерью.
Когда дело было решено в её пользу, Джулия послала своего прокуратора мессера Маркантонио Маньо ко двору императора, чтобы подтвердить за Веспасиано инвеституру его владений в Ломбардии, каковая была подтверждена 6 сентября 1541 года, и Веспасиано был объявлен наследником всех доминионов своего отца Луиджи и деда Лодовико. Получив опеку над своим племянником весной 1541 года Джулия покинула свои комнаты в монастыре Сан Франческо, где она провела почти пять лет вдовства, и заняла замок на Борго делле Вергине. Мальчику было почти 10.

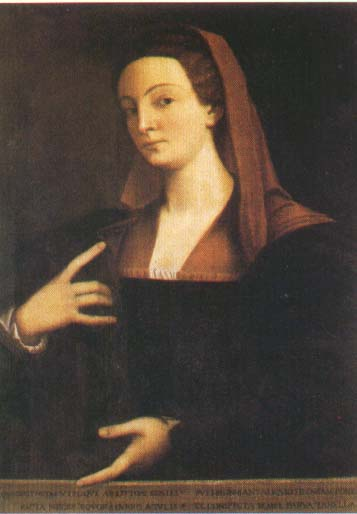
Джулия Гонзага на портрете работы Тициана

Джулия поселилась во дворце в Неаполе и окружила себя культурнейшими людьми, что сказалось на сложении его личности. Gondolfo Porrino посвятил мальчику эклогу. Giammichele Bruto также высоко оценивал его в своих произведениях: молодой принц «выделялся в поэзии, ораторском искусстве, философии, математике, верховой езде и фехтовании.» Bernardino Rota оставил очерк его качеств.

### Отрочество
Молодой человек был предназначен к военной карьере и Джулия решила послать его как можно скорее к императору Карлу V. 13-летний мальчик получил место пажа при принце Филиппе, сыне императора, который ещё помнил его отца Луиджи Родаманте, и отправился в Испанию.
В это время дома уже начали рассматривать подходящих невест для Веспасиано. Первой кандидатурой стала Ипполита, 3-я дочь дона Ферранте Гонзага (род.1535), которая была привезена в Неаполь ребёнком и отдана под опеку Джулии Гонзага. Ипполита получила прекрасное образование в Мантуе под присмотром своего дяди кардинала Эрколе Гонзага, и Милане, губернатором которого её отец стал с 1546. Но такой брак не отвечал интересам императора, у которого руку девушки уже попросил Фабрицио Колонна, герцог Тальякоцца, с которым она обвенчалась в 1548 году. 24 августа Фабрицио умер от лихорадки во время осады Пармы.
Мать Веспасиано, Изабелла Колонна, хоть родила во втором браке и других детей, продолжала проявлять о нём заботу, и предложила новую кандидатуру — Витторию Фарнезе, дочь Пьер Луиджи Фарнезе и племянницу папы Павла III. Джулия не одобрила такой невесты, да и вдовая Виттория сама имела другие планы и вышла замуж за Гвидобальдо Урбинского (1548), вскоре после убийства её отца. После этого вопрос с выбором невесты отложили, так как из-за его юного возраста не было нужды в спешке.

### Первый брак
В 1548 году принц Филипп и Веспасиано едут в Италию, где он встречает свою будущую жену. Ею стала Диана ди Кардона, дочь вице-короля Сицилии дона Антонио ди Кардона и Беатриче ди Луна-и-Арагона. Девушка считалась невестой Чезаре Гонзага (сына Ферранте, губернатора Милана и кузена Джулии Гонзага). Веспасиано познакомился с ней в 1549 году, и они тайно обвенчались. Родители невесты об этом узнали только в марте 1550.
Неизвестно, разделял ли Веспасиано интерес своей тётки к реформации, но он был толерантен, о чём свидетельствует то, что евреям, которые преследовались повсюду, была дарована привилегия установить в Саббьонетте печатный пресс для публикации еврейской литературы.
Веспасиано был послан императором к папе помогать ему против Оттавио Фарнезе, герцога Пармского, заключившего альянс с французами. Он служил под командованием Ферранте Гонзага. Был ранен при атаке. Поправившись, отправился вместе с вернувшимся из Фландрии Филиппом в Вильяфранко. Затем вместе с ним поехал в Мантую. Из-за продолжавшей беспокоить его раны и по настоятельному требованию Джулии он вернулся в Неаполь, где она выхаживала его.
Потом он вернулся в Саббьонетту, где проживала его супруга. В начале 1553 года Веспасиано приехал в Инсбрук и предложил свою шпагу императору в войне против Франции на границе с Пикардией. Ему дали 400 всадников под флагом принца Сульмоны, его отчима, который был генеральным капитаном экспедиции. В этой кампании он хорошо проявил себя и заслужил много почестей. Потом вернулся в Саббьинетту. В январе 1554 опять призван и отправлен на войну во Фландрию. Его взяли в плен, и он был в замке Намюр. Его выкупили.

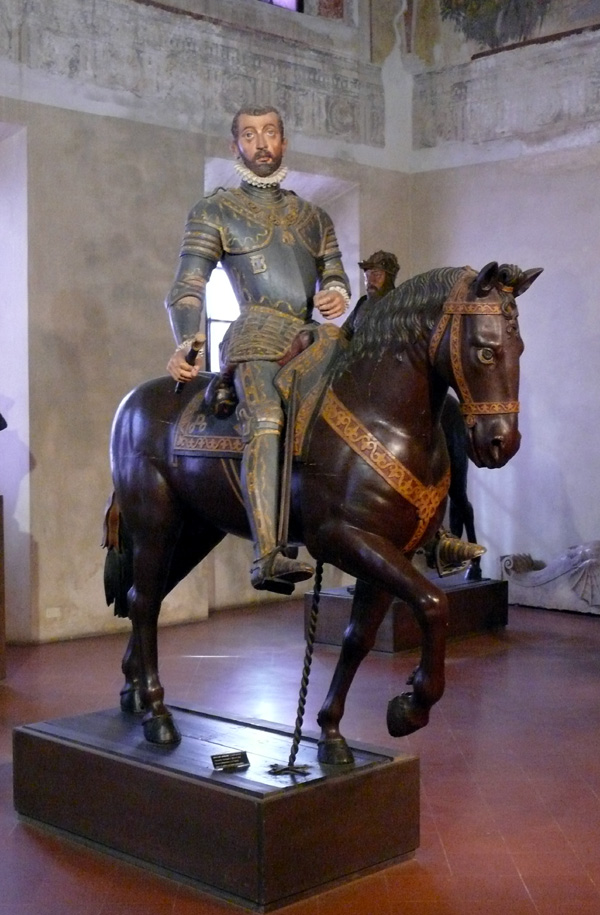
Веспасиано Гонзага

Летом 1554 года он уже в Пьяченце, где под предводительством герцога Альбы он — генеральный капитан итальянской инфантерии. Он берёт Волиано, а затем послан против Турина, чтобы выгнать французов. В 1556 он опять навещает родной дом, а затем отправляется к герцогу Альбе, где с 8 тыс. человек послан против Колонна на службе к Павлу IV, который присоединился к французам против Испании. Побеждает и входит с триумфом в Ананьи, затем в продолжении войны в Кампаньи он был отправлен в Виковаро, где погиб его отец. Замок охраняет Франческо Орсини, но Веспасиано берёт его.
Он остаётся на службе Филиппа II и затем он на поле в Монтичелли (вблизи Тиволи), затем в Паломбара (20 миль от Рима). Даже получая приказы от герцога Альбы он «имел жалость к женщинам, детям и старикам». Затем он осаждает Остию, где чтобы воодушевить солдат, он первым взбирается на стену. Его подстреливают из аркебузы в верхнюю губу, вырвав кусок плоти в ноздре. Он выздоровел, и как писал современник, «благодаря восхитительному умению хирургов, черты лица его не были деформированы, его этот благородный рубец даже увеличил достоинство его черт».
Торквато Тассо в посвящении диалога «Il Minturno» пишет о нём с восторгом. В октябре 1557 вернулся в Неаполь, где он был с матерью. Вокруг него в Неаполе собиралось блестящее литературное общество, куда входили Антонио Минтурно, Бернардино Рота, Аньоло ди Костанца и епископ Сессы Галеаццо Флоримонте. Однако неизвестно, где в это время была его жена, оставалась ли она всё также в одиночестве в замке Саббьионетты.
Судя по письмам Джулии, донна Диана в это время вызывала какое-то беспокойство в семье, но чем оно было вызвано, точно сказать нельзя. Современники ничего об этом не пишут, а история, записанная в хрониках Саббьионетты, такова: когда Веспасиано вернулся в 1559 после долгого отсутствия, ему сообщили, что жена изменяет ему с секретарём Аннибале Раинери. Веспасиано желал сохранить это в тайне и признался только своему другу, Пьеру Антонио Мессиротто, обещая последовать его совету. Тот понял, чего хочет его друг, и убил Аннибале. Затем Веспасиано взял свою жену, отвёл её в комнату, где лежал её мёртвый любовник и дал ей фиал, полный яда «Пей! Я избавлю тебя от публичной и бесславной смерти, но только ради чести моего рода». Он запер её в комнате и вышел. Она находилась там два дня, слушая порой приказы из-за двери «Пей!». На третий день она разомкнула уста и выпила. Сообщалось, что она страдала от апоплексии, от которой и умерла. Что произошло на самом деле — неизвестно.

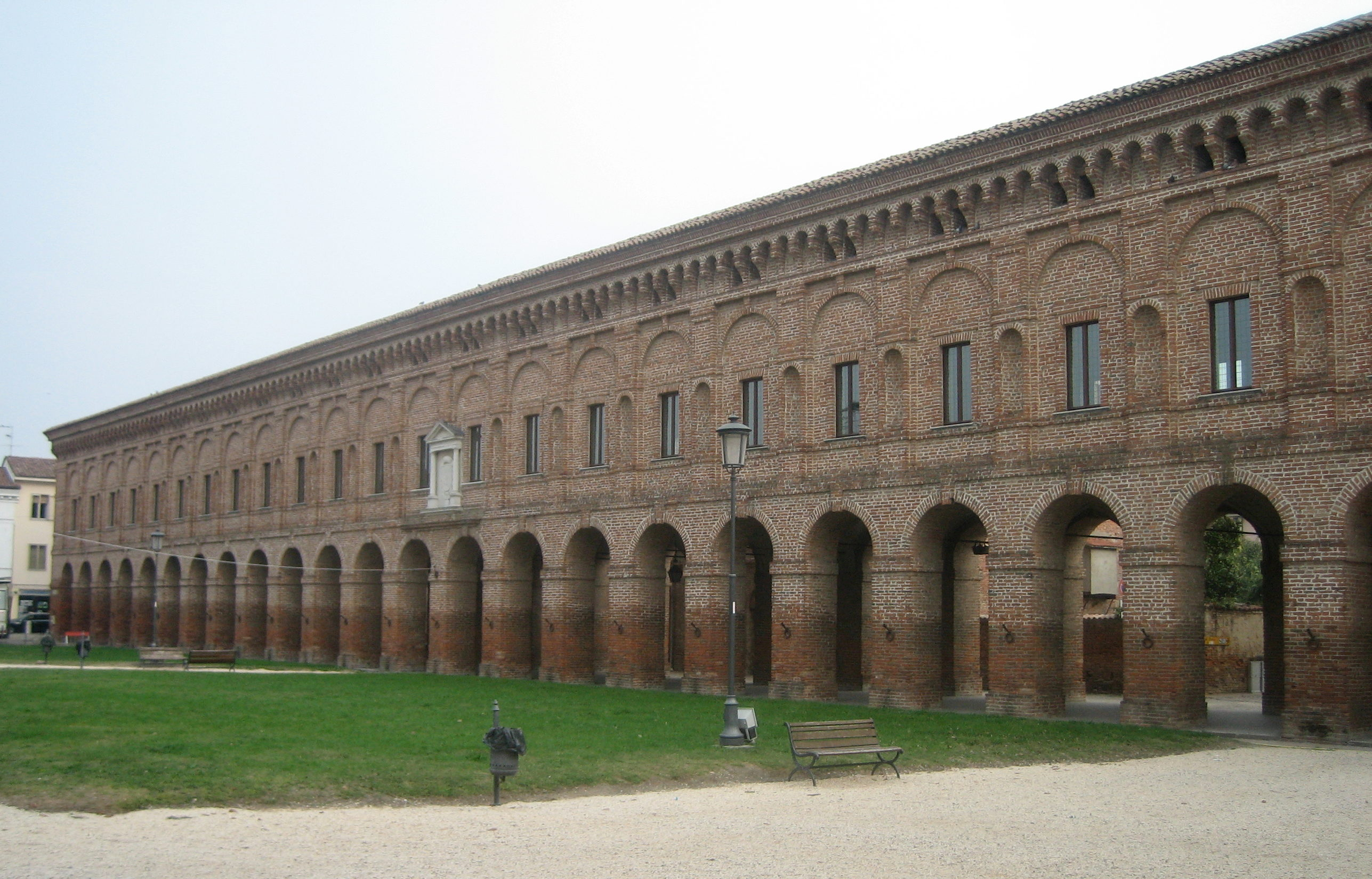
Галерея в Саббионете

### Строительство города и второй брак
Овдовев и вернув родовое гнездо в полное своё распоряжение, Веспасиано начинает строить свой знаменитый город. Одновременно он едет в Неаполь, следующей весной в Рим в компании герцога Альбы и присягает папе Пию IV.

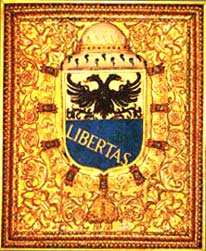

Он с детства был другом Филиппу II, и со вступлением его на престол был возведён в ранг испанского гранда и получил наследственную привилегию оставаться с покрытой головой в присутствии сюзерена. В начале 1564 он съездил к испанскому двору и обручился с принцессой Анной д’Арагона, младшей сестрой герцога Сеговии (их дед дон Арриго был братом короля Фердинанда Католика). Венчание состоялось в Валенсии 8 мая 1564.
Анна родила близнецов Джулию и Изабеллу. Джулия Гонзага чувствовала себя нездоровой и не могла приехать посмотреть город и детей. Маленькая Джулия умерла спустя несколько месяцев.

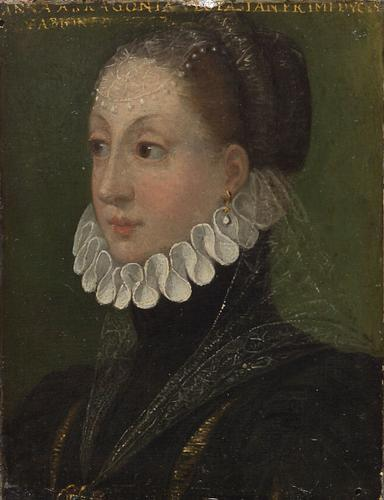
Анна д'Арагона, 2-я жена Веспасиано

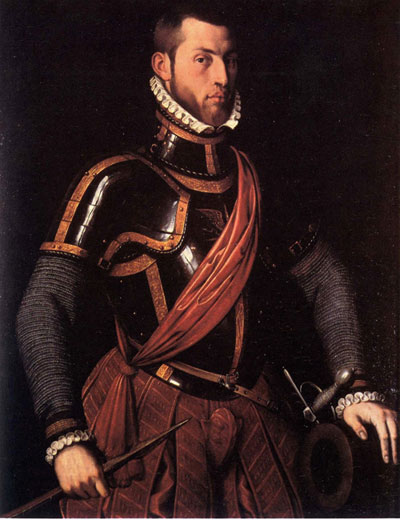
Веспасиано на портрете работы Антониса Мора

Веспасиано в апреле навестил Фонди, потом поехал в Рим, чтобы заявить права на земли своего деда в Пальяно, которые долго были узурпированы семьёй Караффа. После смерти императора Фердинанда Веспасиано принёс оммаж Максимилиану II и удостоился чести что Саббионета стала подчиняться напрямую Священной Римской Империи, и он сам получил право использовать герб Австрии — двуглавого орла и девиз Либертас, которыми он украсил город.
В 1565 году Веспасиано начал строить Саббионету, затем вторая жена родила ему долгожданного наследника Луиджи 27 декабря. Анна д’Арагона, восстанавливала здоровье после родов, как вдруг внезапно без какой-то известной причины во время отсутствия мужа сбежала из дома, оставив детей, и затворилась в одиночестве в fuori Ривароло в нескольких милях от дворца. Там она надела траур, отдалась самой чёрной меланхолии, отказалась с кем-либо встречаться (даже со своим мужем) и после года одиночества скончалась (11 июля 1567).

### Вдовство
Горе Веспасиано было безгранично, он фактически похоронил себя в монастыре на целый месяц, откуда его вытащил его кузен Гулиельмо Гонзага, герцог Мантуи. Вдвоём они отправились в Казале-Монферрато, который он унаследовал от своей матери. Там намечалось восстание, Веспасиано раскрыл заговор о предательстве города, мятежники были наказаны и герцог сделал своего родственника вице-дюком. Веспасиано остался там более чем на год, где был приятный литературный кружок. Один из его посетителей, Стефано Гуаццо, в своей книге, написанной по просьбе Веспасиано — Conversazione Civite de Casale, запечатлел эти беседы. Эта книга имела чрезвычайный успех по всей Италии, сравнимый с «Придворным» Кастильоне.

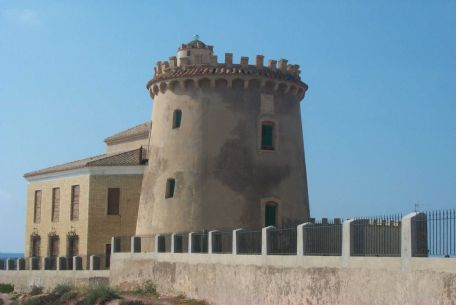
Одна из башен укреплений береговой линии испанского побережья, возведением которых занимался Веспасиано

Затем Веспасиано отозвали к испанскому двору, он оставил своего кузена Эрколе Висконти завершать строительство идеального города. Его детей, поскольку Джулия Гонзага уже скончалась, он отправил к своей родной матери в Неаполь. Сам он отправился в Геную, оттуда в Барселону (3 сентября) и продолжил путешествие в Мадрид, где Филипп II встретил его с большим почётом. Весной 1570 он сопровождал короля в Кордову, и на время он отвечал за молодых архиепископов. Затем пришли новости о мавританском восстании в Гранаде, и испанцы боялись, что их поддержат турки. Веспасиано послали в Картахену как эксперта по фортификации.

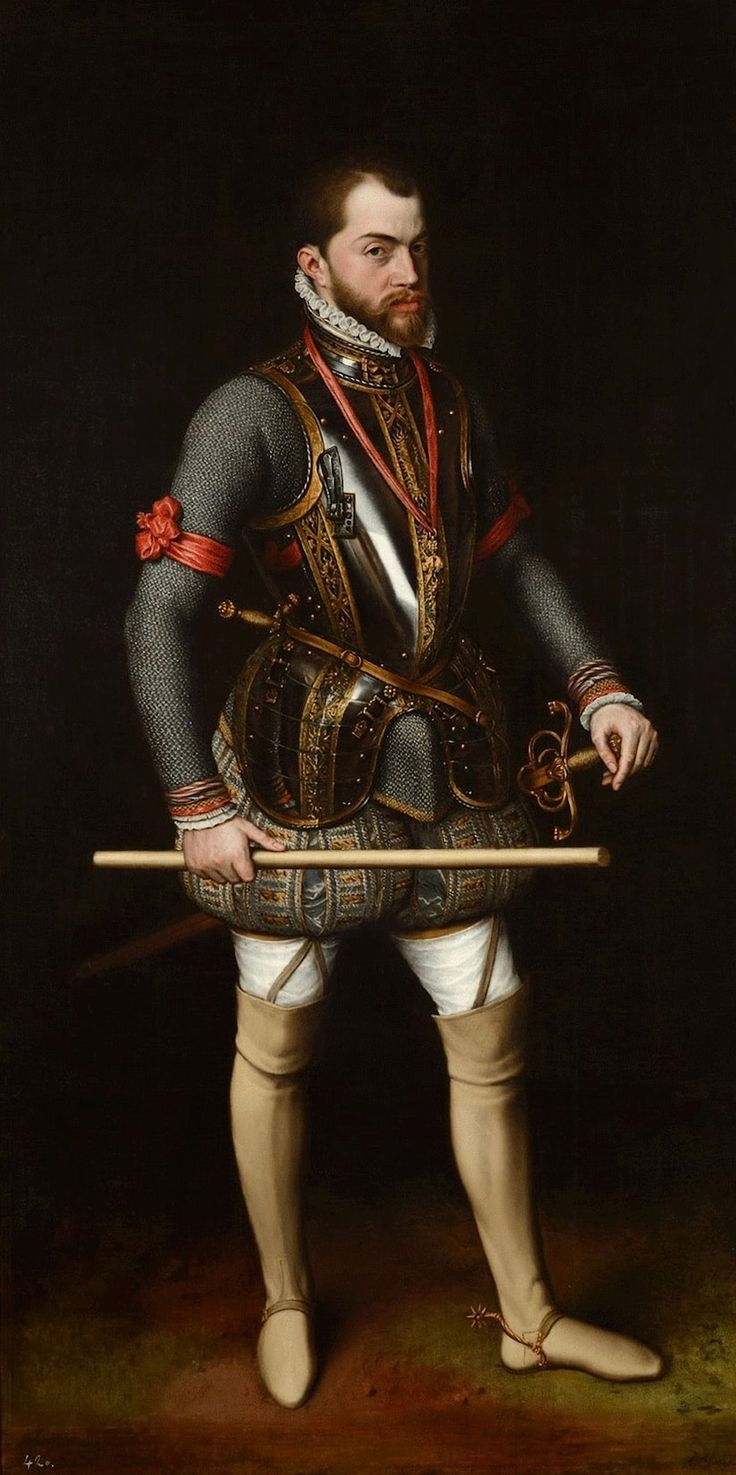
Филипп II на портрете работы Антониса Мора. Этот художник изобразил Веспасиано в своём портрете в той же манере, что и короля

Он находился там, когда услышал о смерти своей матери Изабеллы Колонна. С нею ему перешли, наконец, все владения его деда Васпасиано Колонна. Но это не отвлекло его от службы королю Филиппу, он удовлетворился тем, что послал Федерико Заничелли как своего представителя, чтобы объявить право собственности на собственность, замки в Кампанье, герцогства Тражетто, графство Форли и другие владения в Южной Италии.
На следующий год Веспасиано получил от короля ещё больше почёта — он был назначен вице-королём Наварры. Он начал свою работу с фортификации Памплоны, где он построил цитадель и госпиталь для солдат; затем отправился в провинцию Гипускоа, где возвёл форт в Вонтерабиа (апрель, 1572), затем укрепил Сан-Себастьян. Потом он укрепил африканский Оран. Затем он вернулся в Севилью, где был с радостью королём. Когда его сын Луиджи достаточно вырос, он отправил его в Испанию, где он тоже стал первым пажом дона Фердинанда, сына короля.
Хотя Веспасиано желал вернуться в Саббьонетту, которую продолжал отстраивать его кузен Эрколе Висконти, сообщавший ему о всех новинках. Но Филипп II послал его инспектировать Валенсию, затем Барселону, Пеньисколу и прочие места, которые Веспасиано укреплял. Всегда под первый камень каждого здания клалась медаль короля. В это время император Максимилиан II произвёл Саббьионету в ранг княжества, что даровало её владельцу множество привилегий. Когда императором стал Рудольф II, он сделал (18 ноября 1577) город герцогством (подчинявшемся, как и прежде, Священной Римской империи). К гербу добавился императорский орел. После этого, в июле следующего года, Веспасиано вернулся домой (с подорванным здоровьем).

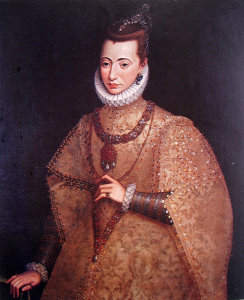
Маргарита, третья жена Веспасиано. Также как и его другу королю Филиппу II, который сменил 4-х жён, Веспасиано не везло с супругами

Его сопровождало несколько галер, принадлежавших князю Дория, и он достиг Геную в 11 дней. Веспасиано пожелал навестить свою дочь Изабеллу (которая, видимо, находилась в Неаполе), но прежде всего, решил навестить своего «первенца»- город Саббьионетту. Он посвятил себя искусствам — он основал художественную галерею, воздвигнув прекрасные ворота. Он приглашал лучших мастеров, в том числе Леоне Леони, который изваял бронзовую статую Веспасиано (раньше стояла на Пьяцца Маджоре, а теперь она перенесена на могилу в церковь Санта-Мария Инкороната). Бернардино Кампи (ученик Джулио Романо) также был в фаворе у герцога, и тот заказывал ему множество фресок. Также он нанимал Камилло Баллини из Венеции (ученика Тициана), Джованни Альберти из Борго-Сан-Сеполькро, его брат Керубино, французский художник Жан де Виль.
Сам же Веспасиано вернулся из Испании больным, и в конце 1580 его здоровье серьёзно пошатнулось. Вдобавок, умер его 15-летний сын Луиджи, которого он забрал от двора. В глубоком горе он ударился в религию, перестроил церковь Успения Богородицы, заложил 1-й камень в основание церкви и монастыря капуцинов в Боццоло, разрешил жить в своём городе кармелитам из Мантуи и заложил церковь Санта Мария Инкороната, которую он задумал своим мавзолеем.
В следующем году он успокоился достаточно, чтобы вернуться к фортификации, и укрепил замок Боццоло, поставив там хороший гарнизон, а также разбил парк длиной в 2 мили, где он завёл диких зверей. Тогда же он возвёл башню в Коммессаджо, и реку там же.

### Третий брак и конец жизни
Увидев, что он вернулся к жизни, окружающие стали убеждать его снова жениться в надежде родить нового наследника. 6 мая 1582 года он женился на сеньоре Маргерите Гонзага, сестре Ферранте II, князя Мольфельто и владетеля Гуастелло. Но время проходило, а новых детей не появилось, и Веспасиано решил назначить своей наследницей дочь Изабеллу, заодно выдав её за Луиджи Караффа, князя Стильяно, 29 ноября 1584. Через 2 года сын наконец родился.

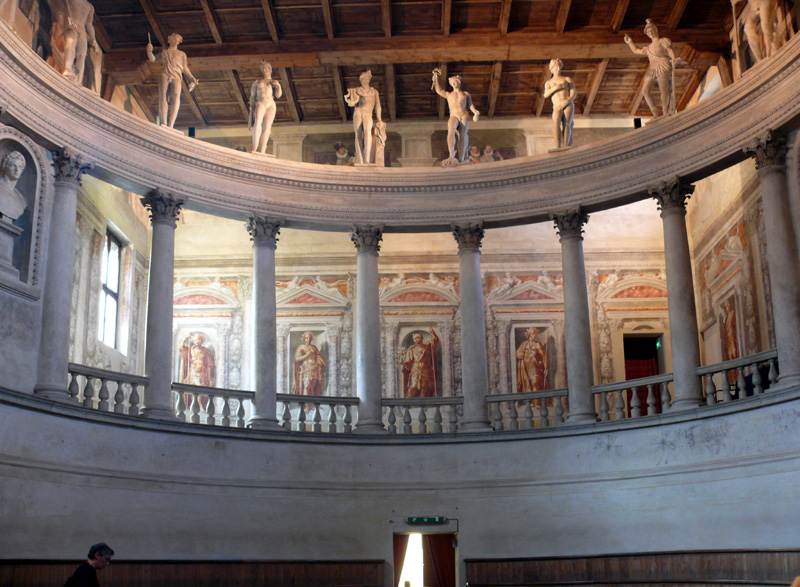
Театр

Веспасиано отправился в Парму, где был награждён Орденом Золотого руна, и вскоре после этого был приглашён в Венецию, где его имя вписали в Золотую Книгу и включили в число венецианской знати. Ему также предложили командовать их армией, но он отказался. В это время архиепископ Максимилиан (брат императора Рудольфа) был избран королём Польши и отправился воевать против Сигизмунда Вазы, который разбил его и взял в плен. Веспасиано пригласили участвовать в кампании против Сигизмунда. В награду за свои услуги он был сделан князем Священной Римской империи и получил титул Altezza.
В Саббионете тем временем ещё не было театра, и герцог решил устранить это упущение. Ученик Палладио по имени Скамоцци был приглашён на этот заказ, приехав в город в 1588.
Но здоровье было подорвано, и 25 февраля 1591 года, не достигнув 60-ти, он продиктовал завещание. На следующий день он скончался. Вскоре после его смерти блеск Сиббионеты поблёк.